# Amtsbezirk Obersimmental
Der Amtsbezirk Obersimmental war bis zum 31. Dezember 2009 eine Verwaltungseinheit mit Hauptort Zweisimmen im Schweizer Kanton Bern. Der Amtsbezirk umfasste vier Gemeinden mit 8052 Einwohnern (Stand 31. Dezember 2008) auf 333,92 km².
Sitz des Regierungsstatthalters war das Schloss Blankenburg in Zweisimmen.

## Gemeinden
| Name der Gemeinde | Einwohner (31. Dez. 2008) | Fläche in km² | Einwohner pro km² |
| ----------------- | ------------------------- | ------------- | ----------------- |
| Boltigen          | 1404                      | 77,07         | 18                |
| Lenk              | 2371                      | 122,96        | 19                |
| St. Stephan       | 1364                      | 60,89         | 22                |
| Zweisimmen        | 2913                      | 73,00         | 40                |
| Total (4)         | 8052                      | 333,92        | 24                |

## Veränderungen im Gemeindebestand

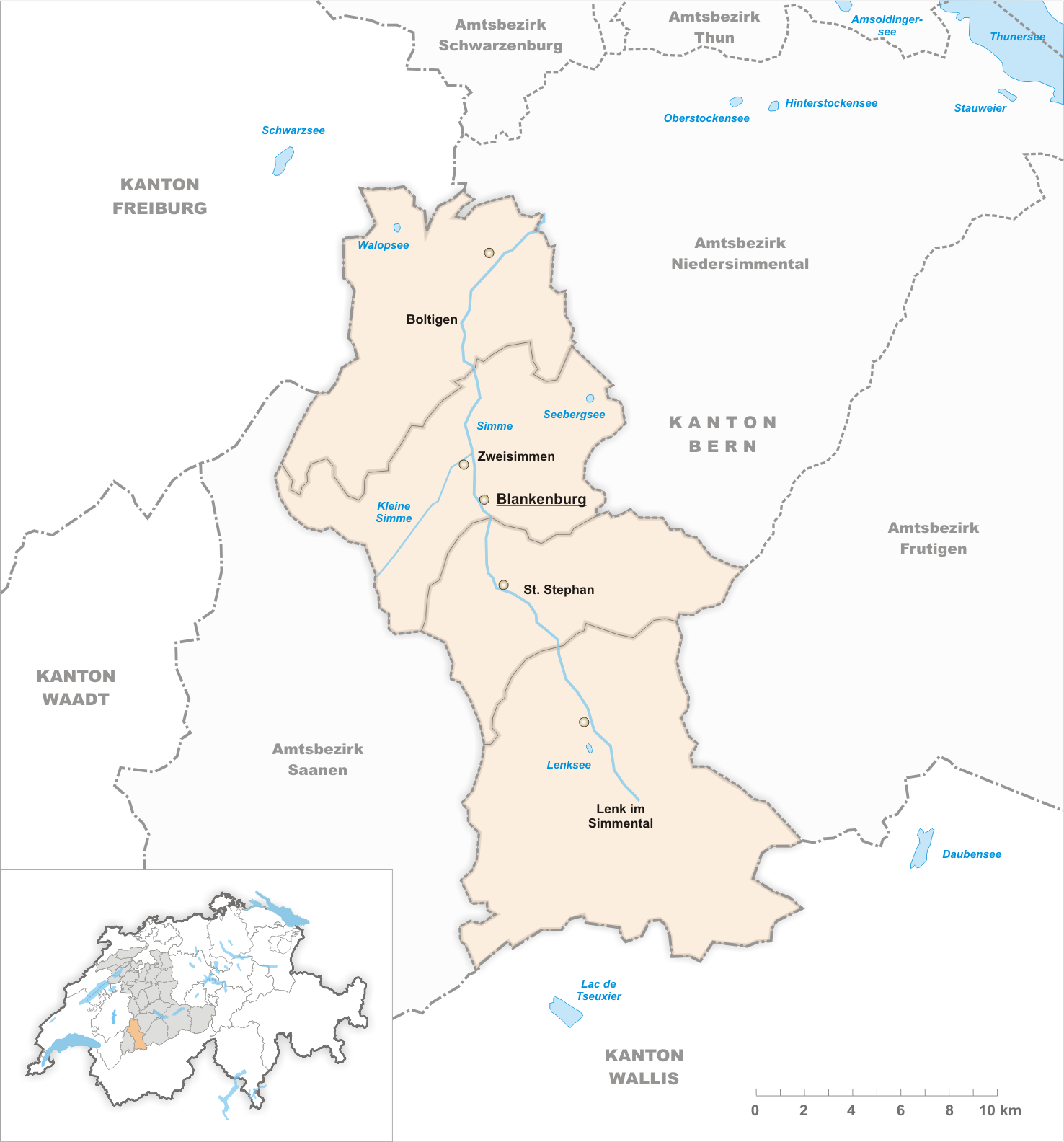
Gemeinden bis 2009

- 2010: Bezirkswechsel aller 4 Gemeinden vom Amtsbezirk Obersimmental→ Verwaltungskreis Obersimmental-Saanen